# Astragalus joharchii
Astragalus joharchii es una especie de planta del género Astragalus, de la familia de las leguminosas, orden Fabales.

## Distribución
Astragalus joharchii se distribuye por Irán.

## Taxonomía
Fue descrita científicamente por F. Ghahrem. & Gaskin. Fue publicada en Novon 14: 431 (2004).